# Taeniophyllum fimbriatum
Taeniophyllum fimbriatum är en orkidéart som beskrevs av Johannes Jacobus Smith. Taeniophyllum fimbriatum ingår i släktet Taeniophyllum och familjen orkidéer. Inga underarter finns listade i Catalogue of Life.